# Islamic Republic News Agency
Die Islamic Republic News Agency (Persisch: خبرگزاری جمهوری اسلامی ايران; deutsche Eigenbezeichnung Nachrichtenagentur der Islamischen Republik), kurz IRNA oder Irna, ist die offizielle Nachrichtenagentur des Iran.

## Geschichte
Die Agentur wurde 1934 unter dem Namen Pars News Agency als Abteilung des iranischen Außenministeriums von der Regierung gegründet und 1954 in das Ministerium für Information und Tourismus eingegliedert. Die Nachrichtenagentur wurde 1981 in Islamic Republic News Agency umbenannt und wird vom Ministerium für Kultur und islamische Führung kontrolliert.

## Organisation

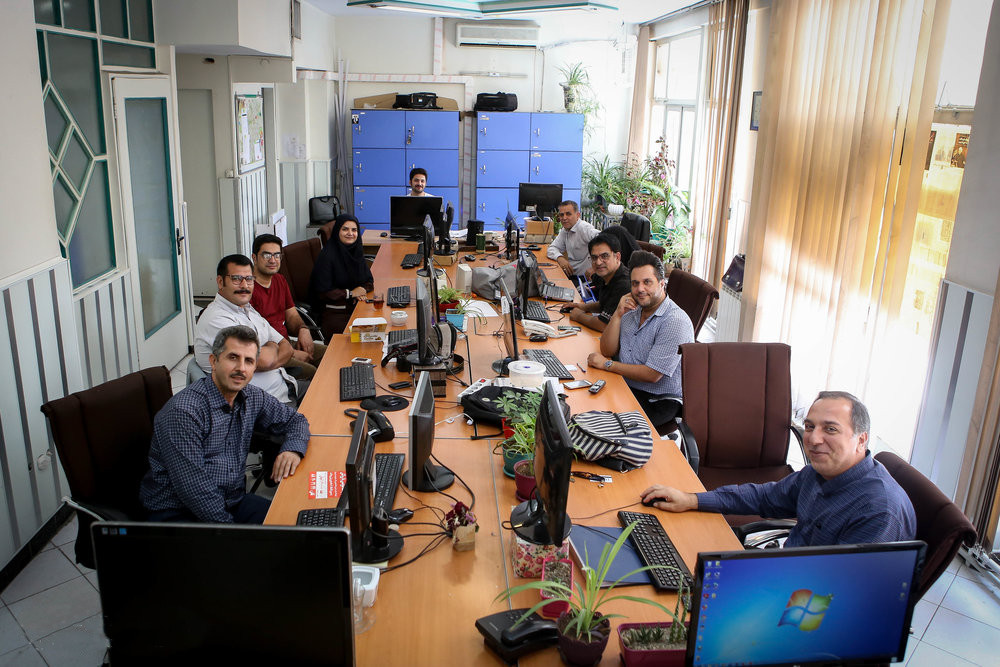
Fotoredaktion der IRNA, 2017

Nach Forderungen, die Agentur in Übereinstimmung mit dem Artikel 44 der Verfassung für den Privatsektor zu öffnen, appellierte der Direktor an den Revolutionsführer Ayatollah Ali Chamene’i gegen eine Privatisierung, worauf dieser erklärte, die Irna werde eine Institution der Regierung bleiben.
Nach weiteren Vorschlägen vom August 2010 sollte die Nachrichtenagentur mit
- der Medienabteilung des Kulturministeriums sowie mit
- der Iranischen Studentischen Nachrichtenagentur Isna und auch mit
- iranischen Zeitungen und Magazinen sowie mit dem
- Informationsbüro des Präsidialamtes und auch dem
- iranischen nationalen Fernsehsender Seda va Sima zusammenarbeiten.

Am 18. Januar 2011 übernahm das Präsidialamt des iranischen Präsidenten Mahmud Ahmadinedschad die Irna als Unterorganisation. Der Stabschef des Präsidenten ist Esfandiar Rahim Maschaie.
Die Irna verfügt über 60 Büros im Iran und 30 Büros im Ausland. Die Nachrichtenagentur gibt sieben Zeitschriften und Zeitungen heraus, darunter die Zeitung Iran Daily.